# Coralie Fargeat
Coralie Fargeat (nascuda el 1976) és una cineasta francesa. Va guanyar el reconeixement amb el seu primer llargmetratge de 2017 Revenge, pel qual va rebre premis de diversos festivals de cinema independent. Va ser seguit del seu segon llargmetratge,  The substance (2024), una pel·lícula satírica de terror corporal protagonitzada per Demi Moore, que li va guanyar el Premi al millor guió del Festival de Canes.

## Primers anys
Fargeat va néixer i es va criar a París. Va decidir ser cineasta quan tenia 16 o 17 anys. Fargeat va estudiar a Sciences Po abans de començar a treballar als platós de pel·lícules. El 2010, Fargeat va assistir a La Fémis, la prestigiosa escola de cinema de París. Va ser seleccionada per formar part del seu Atelier Scenario, un Taller de guió d'un any de durada.
Mentre assistia a La Fémis, Fargeat i un grup d'amics directors van crear un col·lectiu anomenat La Squadra, on tots van intentar editar els seus llargmetratges junts, enfrontant-se a dificultats  ja que cadascun volia crear pel·lícules de gènere. Es reunien dues vegades per setmana i convidaven cineastes i professionals de la indústria a compartir les seves històries d'èxit amb ells, cosa que els va ajudar a obtenir una comprensió més realista del món del cinema, com funciona i la logística de com explicar les seves històries.

## Carrera
El 2003 es va estrenar el primer curtmetratge de Fargeat Le telegramme, una pel·lícula sobre dues dones que esperaven el lliurament d'un carter durant la Segona Guerra Mundial. La pel·lícula va guanyar 13 premis en diversos festivals de cinema.
El 2007, Fargeat va co-crear Les Fées cloches amb Anne-Elisabeth Blateau, una mini-sèrie de comèdia que també va dirigir.
Fargeat va llançar el seu breu seguiment Reality+ el 2014. El conte de ciència-ficció va rebre una nominació al Premi del Jurat al Festival de Cinema de Tribeca.
El llargmetratge debut de Fargeat va ser Revenge (2017), un thriller de violació i venjança sobre una dona jove agredida i donada per morta. Inspirat en pel·lícules de venjança com Kill Bill, Rambo i Mad Max, Fargeat estava interessada a explorar un personatge que semblaria "feble" als altres o al públic, però durant la pel·lícula patiria una transformació en una "espècie de superheroi" que es proposaria revenja. La pel·lícula es va estrenar al Festival Internacional de Cinema de Toronto de 2017 a la secció Midnight Madness del festival, ai va ser seleccionat per ser projectat en 23 festivals de cinema addicionals.
El 2022, Fargeat va dirigir un episodi de la sèrie de Netflix The Sandman.
El segon llargmetratge de Fargeat va ser The substance (2024), una pel·lícula de terror corporal protagonitzada per Demi Moore, Margaret Qualley i Dennis Quaid. La pel·lícula es va estrenar en competició al 77è Festival Internacional de Cinema de Canes amb una recepció forta crítica. Fargeat hi va guanyar el premi al premi al millor guió per la pel·lícula.
Fargeat és membre i un dels signants fundadors del Collectif 50/50, un grup creat amb el propòsit de treballar per la igualtat de gènere en la indústria cinematogràfica.

## Estil i ideologia cinematogràfica
Fargeat està fascinada amb la suspensió de la incredulitat i és una fanàtica d'utilitzar imatges i símbols per expressar quelcom senzill d'una manera poderosa. Està fascinada amb les pel·lícules que són capaços de crear el seu propi món. i aconsegueixen existir fora del regne de la realitat, citant pel·lícules de venjança com Kill Bill i Rambo com a exemples d'això.
En fer pel·lícules gràfiques o plenes de sang, Fargeat descobreix que equilibrar escenes violentes amb humor fa que la violència sigui més tolerable.
Fargeat creu que les pel·lícules que s'omplen d'homenatges i referències poden allunyar l'espectador de poder identificar-se amb la pel·lícula. Ella descriu aquesta separació com a "moments de segon grau" i decideix quedar-se. lluny de referències excessives. Fargeat considera crucial abordar el cinema i el cinema amb una visió genuïna i sincera, afirmant que intenta "abraçar [el seu] tema en les seves eleccions, els seus prejudicis, els seus excessos, també en els seus defectes" per aconseguir-ho.
Quan estava en preproducció de Revenge, va declarar que l'actriu Matilda Lutz va ser escollida per al paper en part per la seva gran confiança en Fargeat, cosa que va ser important per a ella per a la creació de la pel·lícula.
Fargeat enumera David Cronenberg, John Carpenter, David Lynch i Michael Haneke com a cineastes que l'han influït, a més d'acreditar diversos cineastes sud-coreans com a inspiració estilística.

## Filmografia
Llargmetratge
| Any  | Títol         | Director | Guionista | Productor | Editor |
| ---- | ------------- | -------- | --------- | --------- | ------ |
| 2017 | Revenge       | Sí       | Sí        | No        | Sí     |
| 2024 | The substance | Sí       | Sí        | Sí        | Sí     |

Curtmetratge
| Any  | Títol         | Director | Guionista |
| ---- | ------------- | -------- | --------- |
| 2003 | Le télégramme | Sí       | Sí        |
| 2014 | Reality+      | Sí       | Sí        |

Televisió
| Any  | Títol            | Notes                 |
| ---- | ---------------- | --------------------- |
| 2007 | Les Fées Cloches |                       |
| 2022 | The Sandman      | Episode: "Collectors" |

## Premis i nominacions
| Premi                                                                | Any  | Categoria                                                        | Treball       | Resulta   | Ref.          |
| -------------------------------------------------------------------- | ---- | ---------------------------------------------------------------- | ------------- | --------- | ------------- |
| Festival Internacional de Cinema d'Amiens                            | 2004 | Prix des Enfants de la Licorne                                   | Le télégramme | Guanyador |               |
| Festival Internacional de Cinema de Fajr                             | 2005 | Concurs Internacional - Millor Curtmetratge Narratiu             | Le télégramme | Guanyador |               |
| Corti Da Sogni Festival Internacional de Curtmetratges Antonio Ricci | 2015 | Premi Europeu Sogni                                              | Reality+      | Guanyador | [ 23 ]        |
| Festival de Cinema de Tribeca                                        | 2016 | Premi al millor curt narratiu                                    | Reality+      | Nominat   | [ 10 ]        |
| Festival de Cinema de Sitges                                         | 2017 | Best Director                                                    | Revenge       | Guanyador | [ 24 ]        |
| Festival de Cinema de Sitges                                         | 2017 | Premi Citizen Kane al millor director novell                     | Revenge       | Guanyador | [ 24 ]        |
| Monster Fest                                                         | 2017 | Millor pel·lícula internacional                                  | Revenge       | Guanyador | [ 25 ]        |
| Festival Internacional de Cinema Fantàstic de Bucheon                | 2018 | Premi el millor de Bucheon                                       | Revenge       | Guanyador | [ 26 ]        |
| Festival de Cinema Underground de Calgary                            | 2018 | Millor llargmetratge narratiu                                    | Revenge       | Guanyador | [ 27 ]        |
| Festival Internacional de Cinema de Cleveland                        | 2018 | Competició de Nova Direcció                                      | Revenge       | Nominat   | [ 28 ]        |
| Festival Internacional de Cinema de Cleveland                        | 2018 | Premi ReelWomenDirect a l'excel·lència en la direcció d'una dona | Revenge       | Nominat   | [ 28 ]        |
| Fangoria Chainsaw Awards                                             | 2019 | Millor director                                                  | Revenge       | Nominat   | [ 29 ]        |
| Fangoria Chainsaw Awards                                             | 2019 | Millor pel·lícula limitada                                       | Revenge       | Nominat   | [ 29 ]        |
| Festival de Canes                                                    | 2024 | Millor guió                                                      | The substance | Guanyador | [ 30 ]        |
| Festival Internacional de Cinema de Toronto                          | 2024 | Premi del públic: Midnight Madness                               | The substance | Guanyador | [ 31 ]        |
| Premis del Cinema Europeu                                            | 2024 | Millor pel·lícula europea                                        | The substance | Pendent   | [ 32 ] [ 33 ] |
| Premis del Cinema Europeu                                            | 2024 | Millor guió europeu                                              | The substance | Pendent   | [ 32 ] [ 33 ] |